# Mégavalanche de l'Alpe d'Huez
Pour les articles homonymes, voir Mégavalanche.
La Mégavalanche est une épreuve sportive de vélo tout-terrain de descente se déroulant chaque été depuis 1995, à l'Alpe d'Huez sous le format d'une descente marathon avec départ en groupe (mass-start) au sommet du pic Blanc à 3 300 m d’altitude, un passage sur le glacier de Sarenne et une arrivée à Allemond 2 600 mètres plus bas.
Il s'agit d'une épreuve pionnière de descente marathon, inspirant par la suite la création de l'enduro. 

## Palmarès
Source
| Année | Premier                | Deuxième               | Troisième              | Féminine               |
| ----- | ---------------------- | ---------------------- | ---------------------- | ---------------------- |
| 2025  | Hugo Pigeon            | Olivier Bruwiere       | Alex Rudeau            | Helen Weber            |
| 2024  | Hugo Pigeon            | Damien Oton            | Olivier Bruwiere       | Raphaela Richter       |
| 2023  | Hugo Pigeon            | Damien Oton            | Olivier Bruwiere       | Barbora Vojta          |
| 2022  | Stefan Peter           | Liam Moynihan          | Olivier Bruwiere       | Alba Wunderlin         |
| 2021  | Stefan Peter           | Kilian Bron            | Alexis Chenevier       | Morgane Such           |
| 2020  | Damien Oton            | Gustav Wildhaber       | Hugo Pigeon            | Ines Thoma             |
| 2019  | José Borges            | Kilian Bron            | Kevin Miquel           | Ines Thoma             |
| 2018  | Damien Oton            | José Borges            | Nicolas Quéré          | Axelle Murigneux       |
| 2017  | Damien Oton            | François Bailly-Maître | Martin Maes            | Isabeau Courdurier     |
| 2016  | Rémy Absalon           | Damien Oton            | François Bailly-Maître | Pauline Dieffenthaler  |
| 2015  | Rémy Absalon           | Thomas Lapeyrie        | Yoann Barelli          | Cécile Ravanel         |
| 2014  | Pierre-Charles Georges | Thibault Ruffin        | Reon Boe               | Mélanie Pugin          |
| 2013  | Jérôme Clementz        | Rémy Absalon           | Dan Atherton           | Anne-Caroline Chausson |
| 2012  | Rémy Absalon           | Nicolas Lau            | Dan Atherton           | Anne-Caroline Chausson |
| 2011  | Rémy Absalon           | Jérôme Clementz        | René Wildhaber         | Anne-Caroline Chausson |
| 2010  | Jérôme Clementz        | Nicolas Vouilloz       | Sam Blenkinsop         | Anne-Caroline Chausson |
| 2009  | Rémy Absalon           | René Wildhaber         | Nicolas Vouilloz       | Anne-Caroline Chausson |
| 2008  | René Wildhaber         | Rémy Absalon           | Gregory Doucende       | Ophélie David          |
| 2007  | René Wildhaber         | Tomás Misser           | Gregory Doucende       | Pauline Dieffenthaler  |
| 2006  | Nicolas Vouilloz       | René Wildhaber         | Mickaël Pascal         | Anne-Caroline Chausson |
| 2005  | Jérôme Clementz        | Rémy Absalon           | Franck Parolin         | Estelle Vuillemin      |
| 2004  | René Wildhaber         | William Balaud         | Alexandre Balaud       | Estelle Vuillemin      |
| 2003  | René Wildhaber         | William Balaud         | Samuel Peridy          | Sandrine Renoud        |
| 2002  | René Wildhaber         | Alexandre Balaud       | Olivier Giordanengo    | Christine Rumpf        |
| 2001  | René Wildhaber         | Alexandre Balaud       | Karim Amour            | Estelle Vuillemin      |
| 2000  | Alexandre Balaud       | Olivier Guincêtre      | William Balaud         | Carole Grange          |
| 1999  | François Dola          | Samuel Peridy          | Lionel Sequéra         | Carole Grange          |
| 1998  | Samuel Peridy          | Bruno Tschanz          | Olivier Guincêtre      | Isabelle Gantner       |
| 1997  | Fabrice Taillefer      | Lilian Sergent         | Olivier Guincêtre      | Sabine Delmas          |
| 1996  | Fabrice Taillefer      | Pascal Yen Pon         | François Dola          | Regina Stiefl          |
| 1995  | François Dola          | Pascal Yen Pon         | Guillaume Pallarès     | Sabine Delmas          |